# Musée d'Art et d'Histoire du Judaïsme

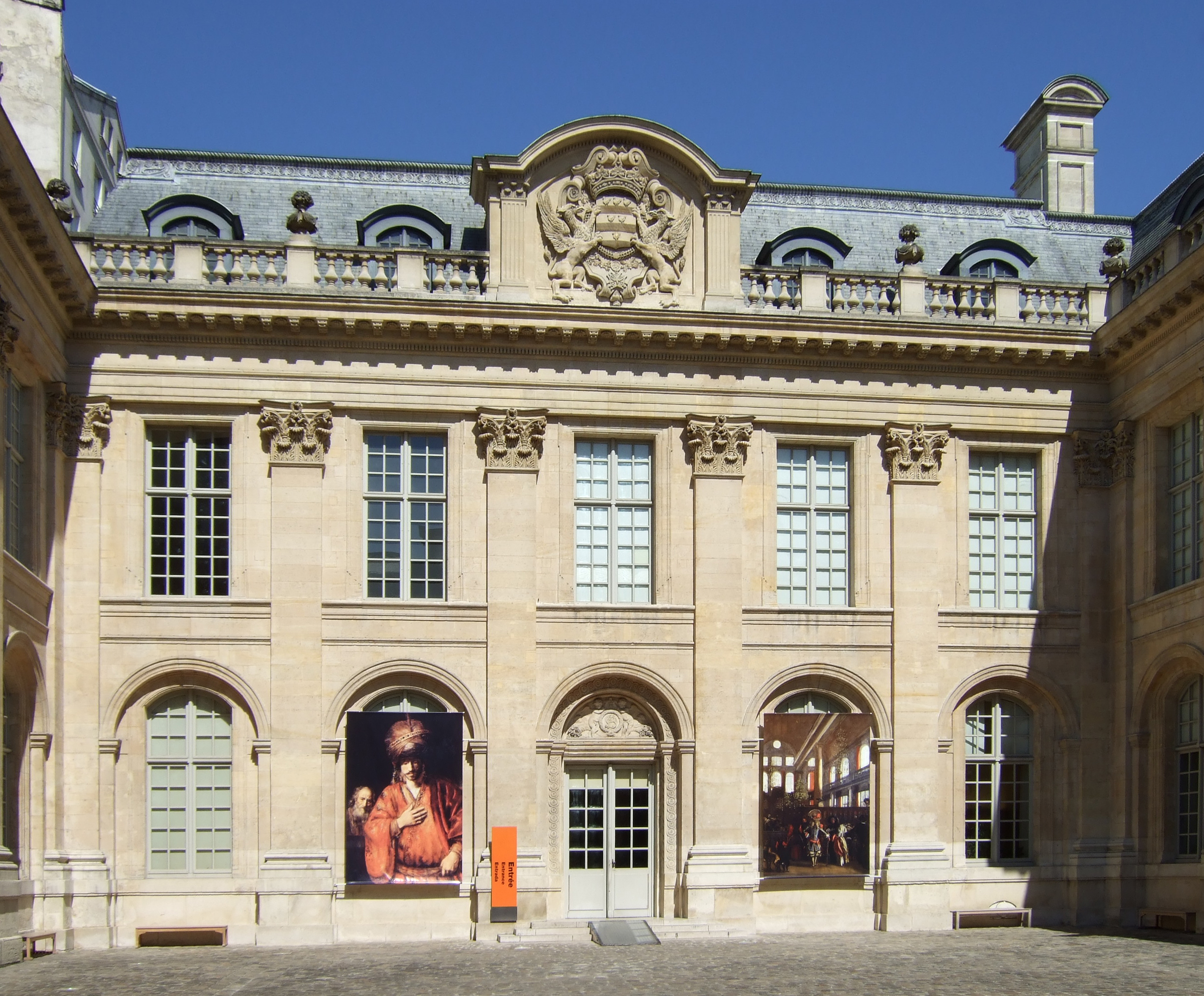
Musée d'Art et d'Histoire du Judaïsme

Musée d'Art et d'Histoire du Judaïsme (Bảo tàng Nghệ thuật và Lịch sử Do Thái giáo) là một bảo tàng ở khu phố Le Marais, Paris, thành lập năm 1998. Nằm trong dinh thự cổ Saint-Aignan, 71 phố Temple, thuộc Quận 3, Musée d'art et d'histoire du judaisme trưng bày các hiện vật ghi lại lịch sử của cộng đồng Do Thái từ thời Trung Cổ đến thế kỷ 20. Năm 2007, Musée d'art et d'histoire du judaisme đón 125.579 lượt khách thăm.